# Follow the Blind
Follow the Blind drugi je studijski album njemačkog power metal sastava Blind Guardian.

## Popis pjesama
1. Inquisition (0:40)
2. Banish from Sanctuary (5:27)
3. Damned for All Time (4:57)
4. Follow the Blind (7:10)
5. Hall of the King (4:16)
6. Fast to Madness (5:57)
7. Beyond the Ice (3:28)
8. Valhalla (4:56)

- Bonus pjesme

1. Don't Break the Circle (3:28)
2. Barbara Ann (1:43)

## Zasluge
Blind Guardian
- Hansi Kürsch - vokali i bas-gitara
- André Olbrich - glavna gitara i prateći vokali
- Marcus Siepen - ritam gitara i prateći vokali
- Thomas Stauch - bubnjevi

Ostalo osoblje
- Kalle Trapp - producent
- Van Waay Design - omot albuma